# 何太沖
何太沖，為金庸武俠小说《倚天屠龍記》中之人物，崑崙派掌門人，又称「铁琴先生」。
铁琴先生身穿黄衫，英俊潇洒，神情甚是飘逸，气象冲和，功力深厚，剑术卓绝，轻功佳妙，俨然是名门正派的一代宗主。

## 人物
個性懦弱、為人忘恩負義，早年得其師姐斑淑嫻之助，奪得掌門人之位，亦因而娶其為妻。
得張無忌之助，救回慘遭斑淑嫻毒害之小妾五姑，但因懼內之故，為求自保，反攻擊其愛妾與張無忌，以作為脫身之道。
率領崑崙派參與六大派（武當、峨嵋、崑崙、華山、少林、崆峒）遠征光明頂一戰，殺入光明頂後，何太沖夫婦與華山派「高矮二老」聯手使出「正反兩儀刀劍法」圍攻張無忌。
下山時崑崙派和六大派被蒙古軍抓去萬安寺幽禁，各人被逼服下「十香軟筋散」，以致使不出內力；何太冲在万安寺中与官府中高手打斗一段，多多少少挽回了一点形象，他在大事上当仁不让，坚强不屈，不失为一代武学宗師的氣度，內力盡失的情況之下，仍能擊倒摩訶巴思和溫臥兒二位番僧，最後敗在黑林缽夫手上，之後因不肯投降歸順元朝朝廷而被斬去2根手指，何太沖甚為硬氣，竟一哼也沒哼，最後連同六大派眾人被明教第三十四代教主張無忌救出。
因欲害被少林派幽禁的明教「四大護教法王」之一「金毛獅王」謝遜，劫奪屠龍刀而被少林寺輩份最高的少林「三大高僧」渡厄、渡難與渡劫秒敗，再被「混元霹靂手」成崑（法號為圓真）用劍殺死。

## 武功
昆仑剑法
需要较高的弹琴技法加以附和才能施展，乃上乘剑术，战斗时剑发琴音，单以内劲便可伤人于无形，此招杀伤力超凡。
正兩儀劍法
成名垂数百年，是天下有名的剑法之一，有八八六十四般变化，乃承太极化为阴阳两仪的道理，是自震位至乾位的顺。

## 影視形象

### 劇集
- 蕭亮：香港無綫電視《倚天屠龍記》（1978年）
- 關洪、初本科、李錦廣：台灣台視《倚天屠龍記》（1984年）
- 劉丹：香港無綫電視《倚天屠龍記》（1986年）
- 李家鼎：香港無綫電視《倚天屠龍記》（2001年）
- 沈保平：中國亞環影音《倚天屠龍記》（2003年）
- 李中華：中國華誼兄弟、華夏視聽聯合出品《倚天屠龍記》（2009年）
- 李進榮：中國華夏視聽、企鵝影視聯合出品《倚天屠龍記》（2019年）

### 電影
- 吳殷志：《倚天屠龍記》（1965年）（第二集），香港粵語長片，峨嵋電影公司
- 詹森：《倚天屠龍記》及《倚天屠龍記大結局》（1978年）、《魔劍屠龍》（1984年），邵氏公司